# ビル・モンロー
ビル・モンロー（Bill Monroe、1911年9月13日 - 1996年9月9日）は、ブルーグラスとして知られる音楽スタイルの確立に寄与したアメリカ人ミュージシャンである。「ブルーグラス」の名称は、彼のバンドの名前ブルーグラス・ボーイズ (Blue Grass Boys)から採ったもの。モンローは60年間、歌手、演奏者、作曲者、バンドリーダーとしての経歴を持ち、「ブルーグラスの父」と評される。

## 若年期
モンローはケンタッキー州ロウジンの農家の8人兄弟の末っ子として生まれた。父はジェームス・ブキャナン・モンロー (James Buchanan"Buck"Monroe）、母はメリッサ・ヴァンディバー・モンロー (Malissa Vandiver Monroe)。母とその兄弟ペンドレトン・ヴァンディバー (Pendleton"Pen" Vandiver)はどちらも音楽に関心が強く、モンローとその兄弟たちは、家庭内で音楽に親しみながら育った。
彼の兄たち、バーチとチャーリーは既にそれぞれフィドルとギターを自分の楽器にしていたため、家族でセッションするときは、ビルには小さく、望まないマンドリンが残された。彼はのちに、マンドリンの複弦で8本ある弦を4本取り除いて単弦にして弾かされたので、大きい音で演奏することができなかったと回想している。
母親はビルが10歳の時に亡くなり、その6年後には父親も亡くなった。兄弟たちが生まれ故郷を離れたため、彼は、叔父であるペン・ヴァンディバー (Pen Vandiver)と約2年間生活した。彼は、叔父がローカルダンスの際にフィドルを弾くとき、いつも伴奏していた。この時の経験が、のちにモンローの最も有名な曲の一つである「Uncle Pen」（1950年レコーディング、1972年のアルバム収録。伝統的なフィドル・チューンの楽曲)を生むこととなる。
またもう一つ、彼の音楽人生に影響したのは、ブルースを彼にもたらした黒人音楽家、アーノルド・シャルツ (Arnold Shultz)であった。

## プロ・ミュージシャンとしての経歴
1929年、モンローは、兄弟のバーチ、チャーリーと石油精製所で働くためインディアナへ引っ越した。そして友人のラリー・ムーアを加えて音楽グループ、モンロー・ブラザーズ (Monroe Brothers)を結成、地元のダンス会やハウス・パーティーで演奏した。バーチとラリーはすぐにグループを辞めたが、ビルとチャーリーはデュオとして活動を続け、ついにテキサス・クリサリスの支援を受け、最初はインディアナ、それからアイオワ、ネブラスカ、サウスカロライナ、ノースカロライナのラジオ局で、1934年から1936年の間、演奏して生活するようになった。
1936年、RCAビクターがモンロー・ブラザーズとレコーディング契約を締結した。彼らのゴスペル「What Would You Give in Exchange For Your Soul?」はいきなりヒットをとばし、1936年から1938年の間に、ビクター傘下のブルーバード・レーベルのため、60曲をレコーディングした。
1938年にモンロー・ブラザーズが解散したのち、ビル・モンローはザ・ケンタッキアンズ (The Kentuckians)をアーカンソー州リトル・ロックで結成したが、たった3か月しか続かなかった。そこで彼はアトランタ、ジョージアに行き、最初のブルーグラス・ボーイズを
ギターのクロー・デイヴィス、フィドルのアート・ウートン、ベースのエイモス・ギャリーンと結成した。
1939年10月、彼はカントリー・ミュージックのラジオ番組『グランド・オール・オープリー』の創設者であるジョージ・D・ヘイにジミー・ロジャーズの「Mule Skinner Blues」をエネルギッシュに披露して印象づけ、レギュラー出演のためのオーディションを通過した。この曲はモンローがほかの7人のメンバーと、1940年にRCAビクターでの最初のソロ・レコーディング・セッションの際に録られたものである。この時までにブルーグラス・ボーイズは、ギター&ボーカルのクライド・ムーディ、フィドルのトミー・マグネス、ベースのビル・ウェスブルックスというメンバーになっていた。
速いテンポと楽器の妙技というブルーグラスの特徴は、早い時期の曲にさえ見られるが、モンローは既に、彼のグループのサウンドで、そういった音楽を試行錯誤していたのだ。ちなみに彼は、ビクターのレコーディングではリード・ボーカルを担当することは滅多になく、モンロー・ブラザーズでやっていたようにハイ・テナーでのコーラスを好んでいた。
1945年のセッションでは、アコーディオンをフィーチャーしたが、すぐにこれをバンドから外した。
重要なのは、1942年、モンローがバンジョー弾きのデイヴィッド・ストリングビーン・エイクマンをブルーグラス・ボーイズに加えたことだ。エイクマンは比較的旧式のスタイルで演奏し、楽器ソロでフィーチャーされることも滅多になかった。
モンローの1946年以前のレコーディングは、彼がやってきた弦楽器バンドの伝統と、次いで起こる音楽的な革新の間でのスタイルの移り変わりを表すものであったといえる。

## ブルーグラスの起源とスター・モンローの最盛期
モンローの音楽において鍵となる発展は、1945年の12月、ノースカロライナの天才的なバンジョー弾きアール・スクラッグスがブルーグラス・ボーイズに加入したことで起こった。スクラッグスは独特の3本指でのピッキング・スタイルで演奏し、すぐさま『グランド・オール・オープリー』の聴衆の間でセンセーショナルを巻き起こした。
彼は、普段「セドリック・レインウォーター (Cedric Rainwater)」の名の下に活動しているボーカル&ギターのレスター・フラット、フィドルのチャビー・ワイズ、ベースのハワード・ワッツを含む完成度の高いグループに加わった。振り返ってみれば、ブルーグラス・ボーイズのこの顔ぶれは「ブルーグラス・バンドの祖」と言われ、爆発的なテンポ、凝ったボーカル・ハーモニーの編曲、マンドリン、バンジョー、フィドルでのソロや「ブレーク」による楽器の熟練した印象的な演奏を含んでいることから、モンローの音楽がついにブルーグラスを特徴づけるすべての要素を持ったのだと言える。
この時点で、モンローは残りのキャリアの間、彼のトレードマークとなるマンドリン、1923年GibsonF5モデル「Lloyd Loar」を手にしている。
1946年と1947年に、ブルーグラス・ボーイズで28曲がレコーディングされ、すぐにブルーグラスにおける古典となった。その中には「Toy Heart」「Blue Grass Breakdown」「Molly and Tenbrooks」「Wicked Path ofSin」「My Rose of Old Kentucy」「Little Cabin Home on the Hill」、そしてモンローの最も有名な曲である「ブルー・ムーン・オブ・ケンタッキー」などがある。後にモンローはこの曲をエルヴィス・プレスリーがロックとしてカバーすることを承認している。元々、ワルツのようなスローバラードの曲で、実はプレスリーのカバーの後、途中からより速い4拍子に転じる曲にアレンジしなおしてヒットしたのだった。
フラット、スクラッグス両者とも1948年初めにモンローのバンドを去り、すぐに彼ら自身でフォギー・マウンテン・ボーイズを組んだ。そして、1950年代と1960年代に「Foggy Mountain Breakdown」「Cabin on the Hill」「The Ballad of Jed Clampett」といったヒットを飛ばして商業的に目覚ましい成功を収めている。
モンローはリード・ボーカル&リズム・ギターのジミー・マーティン、バンジョーのルディ・ライル、フィドルにチャーリー・クライン、ボビー・ヒックス、バッサー・クレメンツをフィーチャーしてブルーグラス・ボーイズを再編成した。このバンドは、「My Little Georgia Rose」「On and On」「Memories of Mother and Dad」「Uncle Pen」やインスト曲「Roanoke」「Big Mon」「Stoney Lonesome」「Get Up John」、マンドリンをフィーチャーした曲「Raw Hide」など、ブルーグラスの古典の数々をレコーディングした。また、スタンレー・ブラザーズ が一時的に解散していたとき、カーター・スタンレーがギタリストとして1951年の短い間、ブルーグラス・ボーイズに加わっていた。
1953年1月16日、モンローは自動車の事故で大けがを負った。彼とブルーグラス・ボーイズのベーシストであるバッシー・リー・マールディンがナッシュビルの北でキツネ狩りをした帰りのことで、ホワイトハウス近くで飲酒運転の車に衝突されたのだった。背中、左手、鼻を負傷したモンローはナッシュビルの総合病院に運ばれた。そして回復して、再開するまで、4か月を要したのだった。
この間、チャーリー・クラインとジミー・マーティンはともにバンドを守っていた。
しかし、1959年後半まで、モンローは商業的な成功という点ではうまくいっていなかった。ロックの興隆とカントリーの主流に「ナッシュビル・サウンド」が発展してきたということがブルーグラスの発展可能性への脅威を物語っていた。
『グランド・オール・オープリー』を支えにしながらも、モンローはシングルチャートにおける成果の落ち込み、ライブの要望の減少に直面するなかで、なんとかバンドを守ろうとしていた。

## フォークの復活
モンローの運勢は1960年代初頭の「フォークの復活」の時期に上昇し始めた。多くの大学生や若者たちがモンローを見出し、彼の音楽スタイルを、伝統的なフォークというより、以前からそう見られていたように、カントリー・ウェスタンのジャンルと捉えた。「ブルーグラス (bluegrass)」という言葉はこのころ、モンローやフラット&スクラッグス、スタンレー・ブラザーズ、オズボーン・ブラザーズなどのモンローに似たスタイルのアーティストを指すものとしてはじめてあらわれた。
フラット&スクラッグスはすぐに、儲けられる新たな聴衆を市街や大学キャンパスに見出していたが、モンローは出遅れた。しかしラルフ・リンズラーや、若いミュージシャンで1963年にモンローのマネージャーとなるニュージャージー出身のフォークロアリストの影響で、モンローの活動は徐々に、南の伝統的なカントリー・ミュージック圏を超えて広がっていった。また、リンズラーは長いプロフィールとインタビューを影響あるフォークの雑誌『Sing Out!』に、初めてモンローを「ブルーグラスの父」として載せることに尽力した。また、初めてのブルーグラス・フェスティバルが、1965年にバージニアで開催され、モンローはその中心人物となった。
1960年代、モンローの音楽に全国的な人気が出てくると、徐々に様々な地域のミュージシャンたちが、彼のバンドへと新たに加わっていくバックグラウンドとなっていった。マサチューセッツ州出身であるバンジョーのビル・キースとボーカル&ギタリストのピーター・ローワン、ニューヨーク出身でフィドルのジーン・ローウィンガー、メリーランド州出身でバンジョーのラマー・グリアー、カリフォルニア州出身でボーカル&ギタリストのローランド・ホワイト、フィドルのリチャード・グリーンら、南部出身ではないミュージシャンがまさにそれである。

## 晩年
1960年代中頃、フォークの復活が衰退したのちでさえ、ブルーグラスに忠実な聴衆は残っていた。ブルーグラスのフェスティバルは一般的になり、ファンは数日間にわたるパフォーマンスを見るために、長い距離を往った。
1967年、モンローはサウスインディアナのビーン・ブロッサムでブルーグラスの年一回のフェスを立ち上げた。そこは、モンローが1951年に購入した公園であり、常々多くの人々を惹きつけていた。ビル・モンロー・ビーン・ブロッサム・ブルーグラス・フェスティバルは、今や世界でもっとも古く、毎年行われ続けているブルーグラス・フェスとなっている。
モンローの晩年の作曲には、インスト曲が多かった。「Jerusalem Ridge」「Old Dangerfield」「My Last Days on Earth」などである。
また彼は、若い世代のミュージシャンに影響を与え続ける音楽的創始者として、新たな役割を担うようになっていった。モンローは1980年代に二つのデュエット・アルバムをレコーディングした。最初のアルバムはエミルー・ハリス、ウェイロン・ジェニングス、オーク・リッジ・ボーイズといったカントリーのスターたちとのコラボレーションをフィーチャーしている。一方、次のアルバムでは、他の有名なブルーグラス・ミュージシャンと組んだ。1989年のライブ・アルバムでは、『グランド・オール・オープリー』における彼の50年記念を祝った。
1982年には、モンローは国立芸術基金(NEA)の人間国宝に相当するナショナル・ヘリテージ・フェローシップを受賞した。
モンローはなおも、多忙なツアー・スケジュールをこなし続けた。1990年4月7日、インディアナ州インディアナポリスで行われた「ファーム・エイド IV」にて、ウィリー・ネルソン、ジョン・メレンキャンプ、ニール・ヤングほか多くのアーティストとパフォーマンスを繰り広げた。
1996年4月、モンローは脳卒中になり、事実上彼のツアーとミュージシャンとしてのキャリアは終焉した。同年9月9日、モンローは亡くなった。
エミルー・ハリスは彼の死後、こう彼について語った。
「彼 (モンロー)が音楽を奏でようとしてできなかった、などということがこれまで決してなかったことを我々は皆知っている。音楽こそ彼の人生だったのだから」。

## 栄誉と遺産
モンローは1970年にカントリー・ミュージックの殿堂、1971年にナッシュビル・ソングライターの殿堂 (Nashville Songwriters Hall of Fame)、1997年にロックの殿堂（初期の影響を与えた）へと殿堂入りした。この3つの殿堂入りを果たしたほかのミュージシャンは、ジミー・ロジャーズ、ボブ・ウィルス、ハンク・ウィリアムズ、ジョニー・キャッシュしかいない。
また、1991年に「ブルーグラスの父」として、国際ブルーグラスの殿堂 (International Bluegrass Music of Honor)に最初の殿堂入りを果たした。さらに、1993年にグラミー賞特別功労賞生涯業績賞 (Grammy Lifetime Achievement Award)、1995年に国民芸術勲章を受賞した。
彼の代表曲の一つである「Blue Moon of Kentucky」はブルーグラスだけでなく、ロックやカントリーのミュージシャンによってもカバーされている。特筆すべきは、エルヴィス・プレスリー、ポール・マッカートニー、パッツィー・クラインである。
2003年には、CMTがビル・モンローをカントリー・ミュージックの偉大な40人の16位にランキングした。
彼は、いつも、自身はブルーグラスの父であり、世話人であると自負していた人物だった。

## モンローに影響されたアーティスト
モンローのキャリア約60年間にわたり、ブルーグラス・ボーイズで活動したミュージシャンは150人以上にのぼる。彼は、まだ独り立ちする前の若い有望なミュージシャンをバンドに入れて、徒弟となることが多かった。
モンローのバンド・メンバーで、卓越していった者の中には、ボーカル&ギタリストのクライド・ムーディ、レスター・フラット、バンジョーのブッチ・ロビンス、アール・スクラッグス、フィドルのバッサー・クレメンツ、ケニー・ベイカー、ボビー・ヒックスらである。また、フラット・ピッキング・ギターの名手であるドク・ワトソンとよく共演していた。モダンなブルーグラス・シンガーであり、マンドリン弾きであるリッキー・スキャッグスは、ビル・モンローに大きな影響を受けた。スキャッグスがモンローと初めてステージに立ったのは、わずか6歳の時であった。
更に1990年代前半にはよくエミルー・ハリスとも共演していた。

## モンローが作曲家として使用したペンネーム
Joe Ahr; Rupert Jones; Wilbur Jones; Albert Price; James B. Smith; James W. Smith.

## ディスコグラフィ
- Knee Deep In Bluegrass (1958年、Decca DL 8731)
- I Saw The Light (1958年、Decca DL 8769/MCA 527)
- Mr.Bluegrass (1961年、Decca DL 4080/MCA 82)
- Bluegrass Ramble (1962年、Decca DL 4266/MCA 88)
- My All Time Country Favorites (1962年、Decca DL 4327)
- Bluegrass Special (1963年、Decca DL 4382)
- I'll Meet You In Church Sunday Morning (1964年、Decca DL 4537)
- Songs With the Bluegrass Boys (1964年、Vocalion VL 3702/Coral CB 20099)
- Bluegrass Instrumentals (1965年、Decca DL 4601/MCA 104)
- Bluegrass Style (1965年、Vocalion VL 7-3870/Coral CB 20077)
- The High Lonesome Sound (1966年、Decca DL 4780/MCA 110)
- Bluegrass Time (1967年、Decca DL 4896)
- Greatest Hits (1968年、Decca DL 7-5010/MCA 17)
- Bill Monroe & Charlie Monroe (1969年、Decca DL 7-5066/MCA 124)
- A Voice From On High (1969年、Decca DL 7-5135/MCA 131)
- Kentucky Bluegrass (1970年、Decca DL 7-5213)
- Country Music Hall Of Fame (1971年、Decca DL 7-5281/MCA 140)
- Uncle Pen (1972年、Decca DL 7-5348)
- Bill & James Monroe, Father And Son (1973年、MCA 310)
- Bean Blossom (1973年)
- The Road Of Life (1974年、MCA 426)
- Weary Traveller (1975年、MCA 2173)
- Greatest Hits (1975年)
- Sings Bluegrass, Body And Soul (1977年、MCA 2251)
- Bluegrass Memories (1977年、MCA 872)
- Bill & James Monroe, Together Again (1978年)
- Bean Blossom '79 (1979年)
- Live Recordings 1956-1969: Off the Record Volume 1 (1993年、Smithsonian Folkways)
- Live Recordings 1956-1969: Off the Record Volume 2 (1993年、Smithsonian Folkways)

## 参考
- Rumble, John (1998). "Bill Monroe". In The Encyclopedia of Country Music. Paul Kingsbury, Editor. New York: Oxford University Press. pp. 350-2.
- Smith, Richard D. (2000). Can't You Hear Me Callin': The Life of Bill Monroe, Father of Bluegrass. Little, Brown and Company. ISBN 0-316-80381-2.
- Rosenberg, Neil V., and Charles K. Wolfe (2007). The Music of Bill Monroe. University of Illinois Press. ISBN 0-252-03121-0.